# Beatrice Speraz
Beatrice Speraz, född 1843 i Trieste, död den 4 december 1923, var en italiensk romanförfattarinna som skrev under namnet Bruno Sperani.
Speraz författade ett stort antal romaner och berättelser (Di casa in casa, Emma Walder, Le vinte, Nell'ingranaggio, Tre donne med flera), huvudsakligen skildrande italienska kvinnoöden.